# Philippe Honoré
Honoré, pseudoniem van Philippe Honoré (Vichy, 25 november 1941 – Parijs, 7 januari 2015), was een Frans striptekenaar en cartoonist.

## Biografie
Philippe Honoré werd geboren in de Franse Auvergne. Op zijn zestiende ging hij aan de slag bij de regionale krant Sud Ouest. Hij werkte als industrieel ontwerper voor het gasbedrijf Société Nationale des Gaz du Sud-Ouest.
Honoré heeft cartoons in een groot aantal, voornamelijk Franse, kranten en tijdschrift gepubliceerd, waaronder Libération, Le Monde, Hara-Kiri, Les Inrockuptibles, La Vie ouvrière, Charlie Mensuel, Le Matin en Expressen. Hij maakte een groot aantal illustraties voor boekomslagen, o.a. die van de jubileumeditie van de Petit Larousse.
In 1992 begon hij bij het satirische tijdschrift Charlie Hebdo.
Honoré overleed in 2015 bij de aanslag op het hoofdkantoor van Charlie Hebdo in Parijs.

## Publicaties

### Bijdragen in kranten en tijdschriften
- Sud Ouest
- Charlie Hebdo
- Lire
- Le Magazine littéraire
- Libération
- Le Monde
- Globe
- L'Événement du jeudi
- Les Inrockuptibles
- La Vie ouvrière
- Charlie Mensuel
- Le Matin
- La Grosse Bertha
- Expressen

### Illustraties
- 1984. Josette Larchier-Boulanger, Les Hommes du nucléaire. EDF/GRETS. Sodel, Parijs, 16 p.
- 1989. Jean-Jérome Bertolus, Philippe Eliakim, Éric Walther, Guide SVP de vos intérêts: Argent, consommation, famille, vie pratique. SVP. Jean-Pierre de Monza, Parijs, 284 p. ISBN 2-908071-01-0.
- 1990. Laurie Laufer, Le Paquet volé: Une histoire de saute-ruisseau. Turbulences, Histoires vraies, Parijs, 119 p. ISBN 2-7082-2745-9.
- 1991. Jean-Pierre de Monza (ed.), Guide SVP de vos intérêts: 2000 réponses utiles à vos problèmes, famille, argent.... SVP. Jean-Pierre de Monza, Parijs, 476 p. ISBN 2-908071-03-7.
- 1994. Brigitte de Gastines, Jean Pierre de Monza, Guide SVP des particuliers: 2000 réponses indispensables, vie pratique, placements, loisirs, démarches.... SVP, Parijs, 480 p. ISBN 2-909661-03-2.
- 2002. Alexandre Vialatte, Bestiaire. Teksten: Michaël Lainé. Arléa, Parijs, 116 p. ISBN 2-86959-555-7; herdruk 2007, coll. "Arléa-poche" 111, 258 p. ISBN 978-2-86959-776-1.
- 2007. Antonio Fischetti, La Symphonie animale: Comment les bêtes utilisent le son. Vuibert, Parijs /Arte, Issy-les-Moulineaux, 142 p. + DVD. ISBN 978-2-7117-7145-5.
- 2009. Le Petit Larousse illustré 2010. Larousse, Parijs. ISBN 978-2-03-584078-3.
- 2012. Will Cuppy, Comment attirer le wombat. Wombat, p.192. ISBN 2-91918-619-1.

### Albums
- 1985. Honoré (ed.) Un bon dessin vaut mieux qu'un long discours. Parijs, p. 32.
- Collecties van werk gepubliceerd in Lire. Arléa, Parijs:
  - 2001. Cent rébus littéraires: avec leur question-devinette et leurs solutions, 200 p. ISBN 2-86959-557-3.
  - 2003. Vingt-cinq rébus littéraires en cartes postales, 4 × 25 cartes postales: Livret 1 . ISBN 2-86959-639-1, Livret 2 . ISBN 2-86959-640-5, Livret 3. ISBN 2-86959-641-3, Livret 4. ISBN 2-86959-642-1.
  - 2006. Cent nouveaux rébus littéraires: avec leur question-devinette et leurs solutions. 205 p. ISBN 2-86959-753-3.
- 2011. Je hais les petites phrases. Les Échappés p.112. ISBN 2-35766-046-5.

### Stripverhalen
- 1995. Ouvert le jour et la nuit, met tekst van Rufus. Glénat, coll. « Carton noir », Parijs, p. 48, ISBN 2-7234-1826-X.